# Миябэ, Миюки
Миюки Миябэ (яп. 宮部みゆき Миябэ Миюки, род. 23 декабря 1960 года) — японская писательница, работающая в различных жанрах, лауреат ряда японских литературных премий.

## Биография
Миябэ Миюки родилась в Кото (район Токио), в семье рабочего на фабрике и швеи. После окончания университета, работала в адвокатской конторе. Параллельно училась писательскому мастерству в заочной школе при издательстве «Kodansha publishing company». В 1987 году опубликовала свой дебютный роман. Два года спустя вышел её второй роман.
К 2007 году продала более 42 миллионов книг в Японии.
Некоторые произведения были переведены на английский язык.
По книгам Миябэ снято 6 фильмов.